# إندر فيغيه
إندر فيغيه (بالمجرية: Fejes Endre)‏ هو كاتب مجري، ولد في 15 سبتمبر 1923 في Józsefváros ‏ في المجر، وتوفي في 25 أغسطس 2015 في بودابست في المجر.

## وصلات خارجية
- إندر فيغيه على موقع IMDb (الإنجليزية)